# Raubhilfe
Als Raubhilfe oder Raubhilfsmittel bezeichnet man im Bergbau spezielle für die Raubarbeit angefertigte Werkzeuge oder Arbeitsgeräte. Die Raubhilfen dienen dazu, die Gefahren beim Rauben von Grubenausbau zu verringern. Je nach Ausbauart gibt es unterschiedliche Raubhilfen.

## Raubgeräte für Holzstempel
Diese Raubgeräte wurden bereits im 19. Jahrhundert erfunden und zum Rauben von Holzstempeln eingesetzt. Es gab mehrere unterschiedliche Geräte. Die bereits im Jahr 1889 vorgestellte Raubspindel bestand aus einer Schraubenspindel mit Mutter. Das eine Ende der Schraubenspindel wurde mit einem Seil verbunden. Die Mutter der Raubspindel wurde an einem außerhalb des Gefahrenbereichs liegenden Widerlager befestigt. Das Seil wurde um das untere Ende des Stempels gelegt und befestigt. Durch Andrehen der Mutter spannte sich das Seil und der Stempel konnte gefahrlos umgezogen werden.
Ein anderes Raubgerät wurde seit der Mitte des 19. Jahrhunderts im Bergbau eingesetzt. Es besteht aus drei Teilen, einer runden Holzstange, einer Kette und einem hölzernen Hebel. Die Holzstange hat eine Stärke von 2 bis 2,5 Zoll und eine Länge von 10 bis 12 Fuß. Am oberen Ende der Stange ist ein Doppelhaken in Form eines römischen S befestigt. Die Kette ist 15 bis 20 Fuß lang, hat sehr starke Kettenglieder und hat an beiden Enden einen Haken. Der hölzerne Hebel ist sechs Fuß lang, am stärksten Ende zwischen vier bis fünf Zoll stark und am Kopf abgerundet. Auf einer Seite befinden sich ein halbkreisförmiger Einschnitt mit einem Durchmesser von fünf bis sechs Zoll und eine Befestigungskette. Auf der gegenüber liegenden Seite befindet sich ein eiserner Haken, an dem die Kettenglieder der Kette befestigt werden können. Die Stange kann der Bergmann zum Heranziehen von umgekippten Holzstempeln verwenden. Dazu schlägt er aus sicherem Stand den Haken in den Holzstempel und zieht den Stempel zu sich heran. Die Kette und der hölzerne Hebel werden zusammen verwendet. Ein Haken der Kette wird um den Stempel geschlungen und der andere Haken wird am hölzernen Hebel befestigt. Der hölzerne Hebel wird mit dem halbkreisförmigen Einschnitt zusammen mit Kette an einem Widerlager befestigt. Anschließend wird die Kette mit dem hölzernen Hebel unter Ausnutzung der Hebelkraft Stück für Stück herangezogen. Die Kettenglieder werden nach jedem Hub am oberen Haken umgesteckt, dies geht so lange, bis die Kette gestrafft ist. Dann wird mit dem nächsten Hub der Stempel umgezogen. Zur Unterstützung der Hebelkraft dient eine kleine Handwinde.

## Raubgeräte für Reibungsstempel
Um die beim Strebbau im 20. Jahrhundert verwendeten Reibungsstempel gefahrlos zu rauben, wurden auch hier spezielle Raubgeräte verwendet. Es gab zwei unterschiedliche Raubhilfen, die entweder zum Herausschlagen des Schlosskeils oder zum Heranziehen der Ausbauteile dienen.  Zum Herausschlagen des Schlosskeils dient ein Raubhammer. Dieser Hammer besitzt einen drehbar gelagerten Stiel, an dem sich ein Zugseil befindet, durch das Seil lässt sich der Hammer aus einem sicheren Bereich betätigen. Der Raubhammer wird unterhalb des Schlosses angebracht. Durch Ziehen des Seils wird der Hammer gegen den Schlosskeil hochgeschwenkt und so das Schloss des Reibstempels gelöst. Zum Heranziehen der Stempel aus dem Gefahrenbereich werden Zuggeräte verwendet, die es in unterschiedlichen Ausführungen gibt. Das älteste Zuggerät ist der Stempelrauber (Silvester). An diesem Gerät befindet sich an einer Zahnstange ein Haken, mit dem der Stempel vorgezogen werden kann. Zum Bewegen der Zahnstange dient ein Kurbelgetriebe. Es gibt eine leichte und eine schwere Ausführung. Die leichte Ausführung hat eine Zugkraft von drei Tonnen, die schwere Ausführung hat eine Zugkraft von fünf Tonnen.

## Raubhilfen für Streckenausbau
Zum Rauben von Streckenausbau werden in der Regel Druckluft-Zuggeräte verwendet, mit denen die Ausbaubögen umgezogen werden. Für das Rauben langer Strecken kann ein Streckenbogenraubgerät eingesetzt werden. Das Gerät ist mit einem hydraulischen Raubzylinder ausgerüstet, der Drücke von bis zu 67 Tonnen erzeugen kann. Das Gerät kann zwischen einem und 2,6 Metern Höhe eingestellt werden. Die Arbeit mit dem Gerät hat den Vorteil, dass die Ausbaubögen nicht gegen den Verzug gezogen werden, sondern nach vorne in den freien Raum gedrückt werden. Dadurch bedingt lassen sich die Ausbaubögen leichter gewinnen. Außerdem werden die einzelnen Ausbausegmente weniger verformt. Beim Rauben von Gleitbogenausbau kann es zu schweren Unfällen kommen, aus diesem Grund müssen die Verbindungen vorher mit einem Lösegeschirr gesichert werden. Diese Lösegeschirre werden auf die Ausbausegmente gesteckt und verhindern das schlagartige Öffnen der Verbindungen.

## Raubgerät für Schildausbau
Schildausbau muss nach dem Einsatz aus dem Streb gezogen werden. Hierfür sind spezielle Raubwinden entwickelt worden, die es ermöglichen, dass die Ausbauschilde komplett aus dem Streb gezogen werden können. Diese Winden werden in einer der beiden Abbaustrecken fixiert. Mit der Winde wird eine lange stabile Kette bewegt, mit der Kette werden dann die Schilde gezogen.